# Vila de Freiria
A Vila Romana de Freiria é um sítio arqueológico localizado junto ao lugar do mesmo nome, na freguesia de São Domingos de Rana, em Cascais. É um dos exemplos mais completos deste tipo de residência na Península Ibérica, destacável pela monumentalidade do seu celeiro, pelo mosaico da casa senhorial e pelo seu quadrante solar, uma das raras peças do género achadas em território nacional.
Declarada como Imóvel de Interesse Público pelas Resoluções do Conselho de Ministros n.º 96/1997 de 19 de Junho (referente às ruínas) e n.º 81/2005 de 31 de Março (referente à área envolvente), a área foi objeto de estudo inicial pelo arqueólogo Virgílio Correia, no início do século XX.

## Localização
A Villa Romana de Freiria localiza-se no leste da freguesia de São Domingos de Rana, já perto dos limites do concelho de Cascais, e está implantada num vale entre as aldeias de Polima e Outeiro de Polima, junto ao Casal de Freiria, e onde se encontram dois pequenos cursos de água que formam a ribeira de Polima, afluente da ribeira da Laje. Esta zona faz parte de uma área geográfica maior, a baixa península de Lisboa, de relevos acentuados com elevações e depressões de origem tectónica interrompidas por formações de erosão (como vales encaixados e superfícies de aplanamento incompletas) e chaminés basálticas de forma, extensão e altitudes variadas.

## História
O lugar de Freiria e áreas circundantes registam ocupação humana desde cedo e atribuída à abundância de recursos hídricos no local. 300 metros a norte da villa foi identificado um sítio do Paleolítico e, 200 metros a nordeste, outro do Calcolítico. No Cabeço de Mouro, mais a sul, foram identificados dois assentamentos do final da Idade do Bronze. Crê-se que a ocupação de Freiria se terá iniciado em finais da Primeira Idade do Ferro, continuando até ao final da Segunda Idade do Ferro e coexistindo com a ocupação romana do lugar. Através de datações por radiocarbono, sabe-se que vários dos objetos aí encontrados datam da segunda metade do século X a.C., muitos deles importados mas com um aumento gradual, já nos tempos finais desta ocupação, de cerâmicas próprias. O período de ocupação romana deu-se logo após a Idade do Ferro, tendo os objetos mais recentes desta época sido encontrados juntamente com os artefactos romanos mais antigos.
Freiria ganha importância no século I d.C, e a villa terá sido completada no século seguinte. Os trabalhos de construção e renovação seriam frequentes até ao século V, altura em que se inicia o declínio do local.
Foi o arqueólogo Virgílio Correia quem, em 1912, depois de ter encontrado uma sepultura romana junto a uma pedreira e numa tentativa de localizar uma necrópole, reportou primeiramente a existência de vestígios de ocupação romana nesta zona do concelho de Cascais.
Houve, contudo, que esperar pelo ano de 1973 para que a villa fosse estudada sistematicamente pelos arqueólogos Guilherme Cardoso e José d'Encarnação, permitindo, entre outros aspectos, confirmar uma permanência humana no local desde o Calcolítico, atestada, por exemplo, em fragmentos de cerâmica Campaniforme e nalguns elementos da Idade do Bronze.
As sondagens, efectuadas posteriormente entre 1985 e 1986, revelaram a vila romana, que se supunha destruída.
O resultado obtido interessou as entidades oficiais mais directamente envolvidas na prossecução dos trabalhos, cujo apoio financeiro e logístico permitiram concentrar a investigação na área da vila romana, dando-se assim início a uma série de várias, pelo menos vinte até ao presente, expedições arqueologicas lideradas pelos arqueólogos (conjuntamente ou por um dos dois) Guilherme Cardoso e José d'Encarnação.
Os trabalhos arqueológicos cientificamente conduzidos foram pondo a descoberto não só a vila romana como também uma localidade do período Calcolítico anterior a esta, numa encosta adjacente de que já se sabia da sua existência pelos primeiros trabalhos de investigação desenvolvidos na área em 1973.
A Câmara Municipal de Cascais deliberou a elaboração de um plano de pormenor para zona de Freiria em 1996 que apenas viria a ser concluído em 2008. O projeto de requalificação da Villa Romana de Freiria foi aprovado em março de 2017, tendo a villa e o espaço envolvente sofrido obras de intervenção no ano seguinte, a cargo da Câmara Municipal de Cascais e financiados por fundos comunitários. Os trabalhos incluíram a limpeza, conservação e consolidação das ruínas e a valorização do espaço através da instalação de passadiços em madeira, sinalética informativa, instalações sanitárias, câmaras e muros e vedações. Os trabalhos ficaram concluídos a 22 de setembro de 2018, estando desde então aberto ao público diariamente entre as 9:00 e as 18:00.

## Descrição geral da área
Trata-se de uma vila romana, e esta, a de Freiria, é um dos exemplos mais completos deste tipo de residência na Península Ibérica e destaca-se por dois motivos:
- Pela monumentalidade e beleza do celeiro que só tem paralelo noutro exemplar da Península Ibérica, na "Villa Romana de Monroy", perto de Cáceres;
- O quadrante solar, que é uma das raras peças do género achadas no território nacional.

Um dos primeiros proprietários da Villa Romana foi certamente T(ito) Curiácio Rufino, pois foi achada uma ara com inscrição deste dedicada à divindade pré-romana Tribúnio.
Na área envolvente encontraram-se vestígios cerâmicos do período Neolítico o que documenta que, em Freiria, os Romanos vieram instalar-se num local já anteriormente ocupado, durante milénios, pelas populações que os antecederam.

## Plano de Pormenor
O Plano de Pormenor, baseado no RJIGT, com efeitos cadastrais, entrou em vigor em 13 de agosto de 2010.
O Plano tem como objectivos a reestruturação urbanística com consolidação e integração formal de área urbana de génese ilegal, proceder ao enquadramento das actuações urbanísticas destinadas à valorização do sítio arqueológico da Villa Romana da Freiria, desenvolver um novo estabelecimento habitacional e de serviços, implementar uma estrutura de enquadramento paisagístico com integração do sistema hídrico natural existente, proceder à execução de sistemas gerais e específicos de suporte infra-estrutural, e, finalmente, garantir a implementação das actuações programadas, em observância das referências estabelecidas no Programa de Execução.
O Plano desenvolve as actuações programadas e consagradas no Plano Director Municipal do Concelho de Cascais, designadamente as estabelecidas no n.º 2.1 do artigo 45.º do Regulamento do Plano Director Municipal e prossegue o determinado no PROTAML, designadamente, no que se refere à elaboração de planos municipais de ordenamento do território, e à vertente de reestruturação e requalificação urbanística da unidade territorial que integra o interior do Concelho de Cascais

## Achados arqueológicos Romanos
Em 1912 da EC (Era Comum) foi encontrada, pelo arqueólogo Virgílio Correia, uma sepultura junto a uma pedreira na povoação de Freiria.
Em 1973 da EC (Era Comum) os arqueólogos Guilherme Cardoso e José d'Encarnação, começaram a estudar cientificamente o local, permitindo, entre outros aspectos, confirmar uma permanência humana no local desde o Calcolítico, atestada, por exemplo, em fragmentos de cerâmica Campaniforme e nalguns elementos da Idade do Bronze.
Nos anos oitenta, noventa do Século XX da EC (Era Comum) e na primeira década do Século XXI da EC (Era Comum) e através de várias campanhas arqueólogicas, conduzidas pelos arqueólogos Guilherme Cardoso e José d'Encarnação, foram descobertos:
- A Domus que revelou uma estrutura bastante delicada, com átrio, Peristilo (pátio interior) e implúvio circundado de "espelhos de água" e o envolvente corredor provido de colunas, de que se encontraram diversas bases no seu local primitivo assim como alguns capitéis, para além de determinados pavimentos, incluindo o de um provável triclínio, cobertos de mosaicos policromos de motivos geométricos e paredes decoradas com estuques pintados. Conseguiu-se identificar nos achados alguns dos compartimentos da casa, que eram ricamente pavimentados a mosaico policromo decorado com motivos geométricos. Mas, tal como sucede noutros exemplares desta tipologia arquitetónica, a sua estrutura inicial foi alvo de algumas remodelações pontuais, fruto do decorrer dos tempos e das novas necessidades quotidianas que se impunham, pela análise dos fragmentos cerâmicos recolhidos até ao momento, foi possível identificar duas dessas fases construtivas, ocorridas entre os séculos I e VI da EC (Era Comum);
- O Celeiro, este último localizado a sudeste e ao qual estaria associada a parte inferior de um moinho, foi ainda encontrado um lajeado a circundá-lo;
- Moinho está associado ao Celeiro;
- Uma vasta camada de telhas, eventualmente pertencente a uma passagem coberta que estabeleceria a ligação entre a Vila frutuária, composta do Celeiro e o Lagar, e a área residencial, constituída pela Domus e pelo complexo termal;
- Um Lagar para obtenção de azeite, como parece testemunhar um peso de sarilho semelhante aos usados nestas estruturas;
- O Forno de cozer pão, depois de ter sido destituído da sua função inicial após o século IV da EC (Era Comum);
- A parte rústica seria abastecida de água proveniente de um tanque-represa com base revestida a opus signinum erguido junto à ribeira que corre nas proximidades;
- Termas, sendo que a investigação conduzida nestas permitiu identificar o hipocausto e dois tanques, de água fria e quente, revestidos a opus signinum, ao mesmo tempo que se determinava a ligação entre o domus e o frigidário;
- Uma necrópole na margem oposta, constituída pelo ustrino (local de cremação dos corpos) e por mais de duas dezenas de enterramentos com urnas de incineração de inumação, estas últimas sem qualquer espólio, sendo, no entanto, de destacar a presença de uma lucerna decorada com a figura da deusa Diana numa das sepulturas de cremação;
- Um (belo) mosaico com desenhos característicos da cultura romana que recentes escavações puseram a descoberto.

Relativamente ao espólio associado, encontraram-se vários componentes decorativos, dentre os quais:
- Uma carranca com forma canídea;
- Um quadrante solar;
- Um conjunto de fragmentos de cerâmica comum e de terra sigillata;
- Agulhas;
- Alfinetes de osso;
- Sovelas de ferro de um molde de cerâmica
- Dois "tesouros" de moedas de diferentes cunhagens;
- Uma ara consagrada à divindade indígena Triborúnio.

## Achados arqueológicos pré-Romanos
Apesar de a área arqueológica mais explorada ser a vila romana, está suficientemente documentado que, em Freiria, os Romanos vieram instalar-se num local já anteriormente ocupado, durante milénios, pelas populações que os antecederam.
Estes preferiram a encosta soalheira e mais abrigada e não o vale em que os Romanos de instalaram, esse facto deixou quase intactos os vestígios das ocupações anteriores.
Embora pouco explorada essa área arqueológica e descortinando-se já eventuais trechos de muralha, de um Povoado Pré-histórico do Neolítico, que será objecto de futuras escavações, e pesando também o facto de a agricultura intensa que aí se desenvolveu ao longo dos tempos ter destruído várias das estruturas naturalmente existentes, vários estudos arqueológicos preliminares, levados a cabo pelos arqueólogos atrás referidos, possibilitaram algumas conclusões:
- A visível predominância, num primeiro período, de cerâmicas finas, de cor cinzenta escura e castanha, associadas ao fecho de cinturão, datáveis de finais do século VI da EC (Era Comum);
- A nítidas presença no material anfórico das influências culturais e económicas da área ibérica mediterrânica, muito provavelmente através dos povos instalados em Alcácer do Sal;
- O registo de um aumento gradual da presença de cerâmica indígena de produção local, o que demonstrará, sem dúvida, que os materiais importados cedo escassearam e a população local começou a fabricar ela própria aquilo de que necessitava para o seu quotidiano;
- Que no final da Idade do Ferro, parece, por outro lado, ter-se registado, ao nível do material cerâmico, uma influência alheia, quiçá de povos do interior ou do Norte, portadores de cerâmica cinzenta brunida, cuja representação é, se se ativer aos dados de que por enquanto foram apurados, demasiadamente escassa para ter havido uma produção local ou uma importação em larga escala;
- Salienta-se a excelente qualidade das peças estudadas, demonstrando-se que nos encontramos perante uma população que está, efectivamente, em contacto com os melhores centros produtores de determinados objectos, mormente no que concerne aos objectos de adorno encontrados (fecho de cinturão, fíbulas, contas de colar...).